# Louisburg, Minnesota
Louisburg là một thành phố thuộc quận Lac qui Parle, tiểu bang Minnesota, Hoa Kỳ. Năm 2010, dân số của thành phố này là 47 người.

## Dân số
- Dân số năm 2000: 26 người.
- Dân số năm 2010: 47 người.